# 珀西蒙 (喬治亞州)
珀西蒙（英語：Persimmon）是位於美國喬治亞州雷本縣的一個非建制地區。該地的面積和人口皆未知。

## 地理
珀西蒙的座標為34°53′36″N 83°30′49″W / 34.89333°N 83.51361°W，而該地的平均海拔高度為607米（即1991英尺）。